# يوكو شيمومورا
DigiCube
يوكو شيمومورا (下村陽子 شيمومورا يوكو) هي ملحنة يابانية ولدت في 19 أكتوبر 1967 في محافظة هيوغو.

## أعمالها في الأنمي

### مسلسلات أنمي تلفزيونية
- لجنة طلبة الامتياز
- دان دو!!
- هاي سكور غيرل
- هاي سكور غيرل II

### أفلام أنمي
- كينغزغليف: فاينل فانتسي XV (النغمة الرئيسية)
- أميرة القيلولة

## أعمالها في ألعاب الفيديو
- ستريت فايتر II (بالتعاون مع إيساو آبي)
- سلسلة كينغدوم هارتس
  - كينغدوم هارتس
  - كينغدوم هارتس: تشين أوف ميموريز
  - كينغدوم هارتس II
  - كينغدوم هارتس: 358/2 دايز
  - كينغدوم هارتس: كودد
  - كينغدوم هارتس: بيرث باي سليب (بالتعاون مع تاكيهارو إيشيموتو وتسويوشي سيكيتو)
  - كينغدوم هارتس 3D: دريم دروب ديستانس (بالتعاون مع تاكيهارو إيشيموتو وتسويوشي سيكيتو)
  - كينغدوم هارتس III
- فاينل فايت ("BGM 7","BGM 8")
- لايف آ لايف
- فرونت ميشن (بالتعاون مع نوريكو ماتسويدا)
- سوبر ماريو آر بي جي
- ماريو آند لويجي: سوبرستار ساغا
- ماريو آند لويجي: بارتنرز إن تايم
- ماريو آند لويجي: باوزرز إنسايد ستوري
- ماريو آند لويجي: دريم تيم
- ماريو آند لويجي: بايبر جام
- باراسايت إيف
- ذا ثيرد بيرثداي
- هاتاراكو تشوكوبو
- سوبر سماش برذرز براول
- سوبر سماش برذرز فور نينتندو 3دي إس و وي يو
- سوبر سماش برذرز ألتميت
- ليجند أوف مانا
- هيروز أوف مانا
- رايز أوف مانا («حيث ينبض القلب بحرية»)
- فاينل فانتسي XV
- راديانت هيستوريا
- زينوبليد كرونيكلز (النغمة الرئيسية)
- أدفنتشرز إن ذا ماجيك كينغدوم
- توبال نمبر ون
- لاست رانكر
- بريث أوف فاير («المدينة التجارية»)
- ليتل نيمو: ذا دريم ماستر
- لأجل من يتواجد الخيميائي
- ستريتس أوف ريج 4 ("Shiva")
- ذا بونيشر
- ذا كينغ أوف دراغونز

## وصلات خارجية
- يوكو شيمومورا على موقع IMDb (الإنجليزية)
- يوكو شيمومورا على موقع ميتاكريتيك (الإنجليزية)
- يوكو شيمومورا على موقع ميوزك برينز (الإنجليزية)
- يوكو شيمومورا على موقع أول ميوزيك (الإنجليزية)
- يوكو شيمومورا على موقع ديسكوغز (الإنجليزية)
- يوكو شيمومورا على موقع قاعدة بيانات الفيلم (الإنجليزية)